# Out of the Box (Marillion)
Out of the Box è il quattordicesimo album video del gruppo musicale britannico Marillion, pubblicato il 6 novembre 2016 dalla Racket Records.

## Descrizione
Contiene le riprese integrali dei tre concerti tenuti dal gruppo in occasione del Marillion Weekend 2015 svoltosi tra il 20 e il 22 marzo 2015 nei Paesi Bassi.
Le versioni audio dei tre concerti sono stati pubblicati in contemporanea all'album video ed intitolati Waves and Numb3rs, Marbles in the Park e Singles Night. Il solo Marbles in the Park è stato successivamente ripubblicato dalla earMUSIC il 20 gennaio 2017 sia in DVD sia in BD.

## Tracce
DVD/BD 1 – Waves and Numb3rs - Friday 20 March 2015
1. Between You and Me – 6:39
2. Quartz – 10:42
3. Map of the World – 5:25
4. When I Meet God – 9:44
5. Fruit of the Wild Rose – 7:01
6. Separated Out – 7:07
7. This Is the 21st Century – 10:45
8. If My Heart Were a Ball It Would Roll Uphill – 10:32
9. This Strange Engine – 18:07
10. Gaza – 20:29
11. Three Minute Boy – 13:33

DVD/BD 2 – Marbles in the Park - Saturday 21 March 2015
1. The Invisible Man – 15:30
2. Marbles I – 1:58
3. Genie – 4:52
4. Fantastic Place – 6:20
5. The Only Unforgivable Thing – 7:00
6. Marbles II – 2:55
7. Ocean Cloud – 17:27
8. Marbles III – 1:54
9. The Damage – 4:50
10. Don't Hurt Yourself – 6:38
11. You're Gone – 6:53
12. Angelina – 10:45
13. Drilling Holes – 5:02
14. Marbles IV – 1:22
15. Neverland – 11:01
16. Out of This World – 7:30
17. King – 8:40
18. Sounds That Can't Be Made – 13:39

- Extra

1. Unconventional (Documentary Trailer) – 3:26

DVD/BD 3 – Singles Night - Sunday 22nd March 2015
1. Market Square Heroes – 5:26
2. Garden Party – 7:14
3. Kayleigh – 4:18
4. Lavender – 2:42
5. Heart of Lothian – 4:18
6. Warm Wet Circles – 4:36
7. Sugar Mice – 6:26
8. Incommunicado – 5:21
9. Hooks in You – 3:01
10. The Uninvited Guest – 4:45
11. No One Can – 5:30
12. Dry Land – 4:53
13. Sympathy – 3:44
14. The Great Escape – 4:50
15. Alone Again in the Lap of Luxury – 6:07
16. Beautiful – 7:02
17. Man of a Thousand Faces – 10:25
18. 80 Days – 5:54
19. These Chains – 5:46
20. See It Like a Baby – 4:37
21. Thankyou Whoever You Are – 5:23
22. Whatever Is Wrong with You – 5:29
23. Power – 9:55
24. Hocus Pocus – 9:34 – originariamente interpretata dai Focus

## Formazione
Gruppo
- Steve Hogarth – voce, chitarra, tastiera e percussioni aggiuntive
- Steve Rothery – chitarra
- Pete Trewavas – basso, cori
- Mark Kelly – tastiera, cori
- Ian Mosley – batteria

Produzione
- Tim Sidwell – produzione, regia, montaggio
- Jeremy Mason – coproduzione, direzione fotografica
- Michael Hunter – registrazione e missaggio audio